# The Madness (álbum)
The Madness es el segundo álbum de estudio de la banda de rock estadounidense Art of Anarchy,  lanzado el 24 de marzo de 2017. Es el primer álbum que presenta al exvocalista de Creed Scott Stapp desde el fallecimiento del exmiembro Scott Weiland en 2015. Según el sitio web Loudwire.com, la banda está "tomando una nueva dirección" con su música en el álbum.

## Lista de canciones
1. "Echo of a Scream" – 3:34
2. "1000 Degrees" – 3:40
3. "No Surrender" – 3:24
4. "The Madness" – 3:38
5. "Won't Let You Down"  - 3:30
6. "Changed Man" - 4:02
7. "A Light in Me" - 3:10
8. "Somber" - 4:12
9. "Dancing with the Devil" – 3:37
10. "Afterburn" – 3:40

## Personas
- Scott Stapp — voces
- Ron "Bumblefoot" Thal — guitarras, coros
- Jon Votta — guitarras, coros
- John Moyer — bajo
- Vince Votta — batería